# Rugby Calvisano 2005-2006

## Super 10 2005-06

### Stagione regolare
| Incontro                    | Andata | Ritorno |
| --------------------------- | ------ | ------- |
| Calvisano — GRAN Parma      | 16-12  | 20-21   |
| Petrarca — Calvisano        | 16-34  | 21-22   |
| Viadana — Calvisano         | 33-10  | 20-36   |
| Calvisano — Rovigo          | 38-3   | 20-17   |
| Amatori Catania — Calvisano | 25-37  | 19-23   |
| Calvisano — Veneziamestre   | 55-21  | 27-22   |
| L’Aquila — Calvisano        | 25-26  | 7-55    |
| Calvisano — Parma           | 25-29  | 15-17   |
| Calvisano — Benetton        | 12-12  | 20-45   |

#### Risultati della stagione regolare
| Posizione | G  | V  | N | P | PF  | PS  | DP   | B | Pt |
| --------- | -- | -- | - | - | --- | --- | ---- | - | -- |
| 3ª        | 18 | 12 | 1 | 5 | 491 | 365 | +126 | 8 | 58 |

### Fase finale
| Turno | Incontro             | Andata | Ritorno |
| ----- | -------------------- | ------ | ------- |
| SF    | Calvisano — Parma    | 34-20  | 16-21   |
| F     | Benetton — Calvisano | 17-12  | 17-12   |

## Heineken Cup 2005-06

### Prima fase
| Incontro                  | Andata | Ritorno |
| ------------------------- | ------ | ------- |
| Calvisano — Perpignano    | 6-25   | 0-45    |
| Leeds Tykes — Calvisano   | 33-16  | 21-0    |
| Calvisano — Cardiff Rugby | 10-25  | 16-43   |

#### Risultati della prima fase
| Posizione | G | V | N | P | PF | PS  | DP   | B | Pt |
| --------- | - | - | - | - | -- | --- | ---- | - | -- |
| 4ª        | 6 | 0 | 0 | 6 | 48 | 191 | -143 | 0 | 0  |

## Coppa Italia 2005-06

### Prima fase
| Incontro                  | Risultato |
| ------------------------- | --------- |
| Calvisano — L’Aquila      | 21-16     |
| Veneziamestre — Calvisano | 13-24     |

#### Risultati della prima fase
| Posizione | G | V | N | P | PF | PS | DP  | B | Pt |
| --------- | - | - | - | - | -- | -- | --- | - | -- |
| 1ª        | 2 | 2 | 0 | 0 | 45 | 29 | +16 | 0 | 8  |

### Fase finale
| Turno | Incontro           | Risultato |
| ----- | ------------------ | --------- |
| SF    | Calvisano — Rovigo | 13-19     |

## Coppa Intercontinentale 2006
| Incontro          | Risultato |
| ----------------- | --------- |
| Calvisano — Hindú | 28-10     |

## Verdetti
- Calvisano vincitore della Coppa Intercontinentale 2006.
- Calvisano qualificato alla Heineken Cup 2006-07.